# Neriene strandia
Neriene strandia là một loài nhện trong họ Linyphiidae.
Loài này thuộc chi Neriene. Neriene strandia được miêu tả năm 1936 bởi Blauvelt.